# Georg Wilhelm Rauchenecker
Georg Wilhelm Rauchenecker (Múnic, 8 de març de 1844 - Elberfeld avui Wuppertal, 17 de juliol de 1906) fou un compositor alemany, director musical i violinista.
Estudià piano, orgue, violí i contrapunt amb bons professors, i des de 1860 fins a 1862 fou contractat com a violinista en el Gran Teatre de Lió; el 1868 fou director d'orquestra a les ciutats d'Ais de Provença i Carpentràs, i l'any següent se li confià la direcció del Conservatori d'Avinyó (Valclusa). Després es traslladà a Suïssa, on també tingué diverses contractes, i el 1875 fou organista de l'església evangèlica de Winterthur i director del Musik-kollegium d'aquella ciutat. El 1884 restà al front de l'orquestra Filharmònica de Berlín; el 1885 dirigí l'Orchesterverein de Barmen, i el 1889 fundà a Elberfeld un institut de música i dirigí una societat de concerts. Des de 1905 fins a la seva mort l'any següent restà en possessió del títol de director de música reial.
Obres principals: la cantata Nikolaus vom der Flüe (Zúric, 1874), les òperes Don Quixote, Sanna, Die Letzten Tage von Thule, Le Florentin, Adelheid von Burgund, Ingo, Zlatorog, i dues simfonies, obres per a instruments d'arc, etc.